# Carlos Toledo
Carlos Toledo Zamora (Cartagena, Región de Murcia, 11 de diciembre de 1994) es un jugador de baloncesto español. Con 2 metros de estatura, juega en la posición de alero. Su hermano Juan Toledo también es jugador de baloncesto. Actualmente juega en La Salud Archena de la Liga LEB Plata.

## Trayectoria
Formado en las categorías inferiores del Cantera  AD Marme y CB Murcia, debuta en  la Liga ACB en noviembre de 2013 con este último club, partido en el que debutó también su hermano Juan Toledo.
El jugador fichó para la temporada 2014/15 por el Cáceres Patrimonio de la Humanidad, disputando la LEB Plata y logrando el ascenso a LEB Oro. 
Tras ser renovado por el club cacereño, en 2015/16 fue cedido al Obila Club de Basket de la liga LEB Plata, donde juega hasta febrero promediando 10.5 puntos y 4.8 rebotes. En esa fecha es repescado por el Cáceres para cubrir las bajas por lesión de varios de sus jugadores y termina la temporada en LEB Oro registrando 3.6 puntos y 2.9 rebotes. Tras una nueva renovación continuó en el Cáceres Patrimonio de la Humanidad en la temporada 2016/17, acreditando promedios de 4.5 puntos y 2.4 rebotes.
En la temporada 2017/18 ficha con el Palencia Baloncesto, club con el que renueva para la siguiente campaña, con poco protagonismo en ambas. En febrero de 2019 es traspasado al Lucentum Alicante de LEB Plata, donde concluye la temporada 2018/19 logrando el ascenso de categoría y contribuyendo con medias de 6 puntos y 3 rebotes en los 12 encuentros disputados.
En 2019/20 firma por el Grupo Alega Cantabria de LEB Plata, donde registra promedios de 11.2 puntos y 5.1 rebotes. En 2020/21 renueva una campaña más con el club cántabro, logrando medias de 9.1 puntos y 4.5 rebotes además de rozar el 40% en tiros de tres puntos.
En agosto de 2021 se anuncia su regreso al Cáceres Patrimonio de la Humanidad para disputar la temporada 2021/22. En su tercera etapa en el club cacereño participó en todos los encuentros (39, incluyendo 5 de Playoffs) y promedió 4.7 puntos y 2.9 rebotes.
Renovó con el equipo extremeño en la temporada 2022/23, en la que fue capitán del equipo y alcanzó medias de 4.2 puntos y 2.7 rebotes.
El 31 de julio de 2023, firma por el CB Almansa de la Liga LEB Plata.Disputó un total de 27 partidos en los que acreditó unos promedios de 8.7 puntos y 4.2 rebotes.
El 3 de julio de 2024, firma por La Salud Archena de la Liga LEB Plata. Terminó la temporada 2024-25 con medias de 6.5 puntos y 4.7 rebotes.